# 茜部大川
茜部大川（あかなべおおかわ）は、岐阜県岐阜市の町名。現行行政地名は茜部大川1丁目から2丁目。郵便番号は500-8282（集配局:岐阜中央郵便局）。

## 地理
岐阜市南部に位置し、東は茜部菱野、西は東鶉、南は茜部野瀬、北は六条江東・茜部中島に接する。

## 世帯数と人口
2024年（令和6年）4月1日現在の世帯数と人口は以下の通りである。
| 町丁          | 世帯数  | 人口  |
| ------------- | ------- | ----- |
| 茜部大川1丁目 | 244世帯 | 534人 |
| 茜部大川2丁目 | 147世帯 | 333人 |
| 計            | 391世帯 | 867人 |

## 学区
市立小・中学校に通う場合、学区は以下の通りとなる。
| 地域 | 小学校             | 中学校             |
| ---- | ------------------ | ------------------ |
| 全域 | 岐阜市立茜部小学校 | 岐阜市立加納中学校 |

## 歴史

### 沿革
- 1970年（昭和45年）8月1日 - 茜部・鶉の各一部より、茜部大川1～2丁目が成立[6][4]。

## 施設
- DCM岐阜茜部店
- しまむら茜部店
- A.C.GRAND

## 交通
- 岐阜県道151号岐阜羽島線